# Marcus Gilbert (attore)
Marcus Gilbert (Bristol, 29 luglio 1958) è un attore e produttore cinematografico britannico.
È noto soprattutto per i suoi ruoli in Riders di Jilly Cooper e L'armata delle tenebre di Sam Raimi. Recita nei film dal 1984; le sue apparizioni più famose sono in A Hazard of Hearts (1987), A Ghost in Monte Carlo (1990), Avventura nel tempo (1986), Rambo III (1988) e Legacy (1990). Ha anche partecipato a produzioni televisive e spot pubblicitari. Ha inoltre lavorato in teatro, recitando il ruolo di Lord Goring nella commedia Un marito ideale di Oscar Wilde con il Middle Ground Theatre Company nel loro tour nazionale del 2000. Nel 2006 Marcus ha recitato il ruolo di Jordan Power nell'anteprima di Starry starry night, al The Mill at Sonning.
Marcus ha avviato una propria compagnia di produzione cinematografica e mentre filmava un documentario sulla sua scalata dell Kilimanjaro nel 2004 ha visitato l'Arusha Children's Trust e ha filmato una raccolta fondi per la Trust.